# Caladenia capillata
Caladenia capillata é uma espécie de orquídea, família Orchidaceae, endêmica do sudoeste da Austrália até Vitória, onde cresce isolada em grupos pequenos, ou grandes colônias, em bosques, áreas reflorestadas, ou de vegetação arbustiva e afloramentos de granito, em áreas de solo bem drenado mas ocasionalmente nas areias ao redor de lagos salgados e planícies sazonalmente alagadiças, com flores de sépalas e pétalas externamente pubescentes, muito estreitas, caudadas, longas e filamentosas, bem esparramadas, que vagamente lembram uma teia de aranha. No labelo têm calos prostrados em forma de bigorna. São plantas com uma única folha basal pubescente e uma inflorescência rija, fina e pubescente, com uma ou poucas flores, mas que em conjunto formam grupo vistoso e florífero.

## Publicação e sinônimos
- Caladenia capillata D.L.Jones, Orchadian 13: 255 (2000).

Sinônimos homotípicos:
- Caladenia filamentosa var. tentaculata R.S.Rogers in J.M.Black, Fl. S. Austral. 1: 138 (1922).
- Calonema capillatum (D.L.Jones) D.L.Jones & M.A.Clem., Orchadian 13: 401 (2001).
- Calonemorchis capillata (D.L.Jones) D.L.Jones & M.A.Clem., Orchadian 14: 34 (2002).
- Jonesiopsis capillata (D.L.Jones) D.L.Jones & M.A.Clem., Orchadian 14: 181 (2003).

Sinônimos heterotípicos:
- Caladenia tentaculata Tate, Trans. & Proc. Rep. Roy. Soc. South Australia 12: 130 (1889), nom. illeg.